# The Forsaken
Pour les articles homonymes, voir Forsaken.
 (septembre 2024).
Si vous disposez d'ouvrages ou d'articles de référence ou si vous connaissez des sites web de qualité traitant du thème abordé ici, merci de compléter l'article en donnant les références utiles à sa vérifiabilité et en les liant à la section « Notes et références ».
Albums de Antestor
Det Tapte Liv
(2004) Omen
(2012)
The Forsaken est le troisième album studio du groupe norvégien de black metal chrétien Antestor, sorti en 2005 sur le label Endtime Productions. Les sessions de batterie sont enregistrées par le célèbre Jan Axel Blomberg, également connu sous le nom de Hellhammer, certainement l'un des batteurs de metal extrême les plus réputés, ayant joué notamment pour Mayhem. 

## Production
Sur cet album, le groupe a totalement abandonné le style death-doom des débuts et a évolué depuis le black metal violent, brut et sale de The Return of the Black Death : on y trouve certes les riffs en tremolo picking, les blast beats et les cris torturés propres au black metal, mais l'approche est plus mélodique, progressive et comparable à celle des groupes de black metal symphonique comme Emperor ou Dimmu Borgir. Le claviers y sont plus mis en avant que précédemment, les solos y prennent une place plus importante et l'album contient quelques passages en chant clair.
La technicité des musiciens a également augmenté, ce qui est particulièrement perceptible dans les solos d'une grande complexité ainsi que les parties de batterie parfaitement exécutées avec finesse et précision.

## Liste des pistes
1. Rites of Death - 4:14
2. Old Times Cruelty - 3:56
3. Via Dolorosa - 5:09
4. Raade - 3:28
5. The Crown I Carry - 4:52
6. Betrayed - 4:21
7. Vale of Tears - 5:52
8. The Return - 4:47
9. As I Die - 4:51
10. Mitt Hjerte - 3:18

## Personnel

### Antestor
- Vrede (Ronny Hansen) – chant
- Sygmoon (Morten Sigmund Mageroy) – claviers
- Vemod (Lars Stokstad) – guitare
- Gard (Vegard Undal) – basse

### Musiciens de session
- Ann-Mari Edvardsen – chant féminin
- Bjørn Leren – guitare
- Hellhammer (Jan Axel Blomberg) – batterie